# 阿尔特奈
阿尔特奈（法語：Artenay，法語發音：[aʁtənɛ]），法国中北部市镇，位于中央-卢瓦尔河谷大区卢瓦雷省，隶属于奥尔良区，其市镇面积为20.5平方公里，2022年1月1日时人口数量为2,009人，在法国城市中排名第5,581位。
阿尔特奈位于卢瓦雷省西北部，与厄尔-卢瓦省接壤，普法战争期间因同名战役而闻名，现代为一个区域性的中心市镇和交通枢纽，A10高速公路和巴黎－波尔多铁路由此通过，另有多条省道在此交汇。

## 地名来源

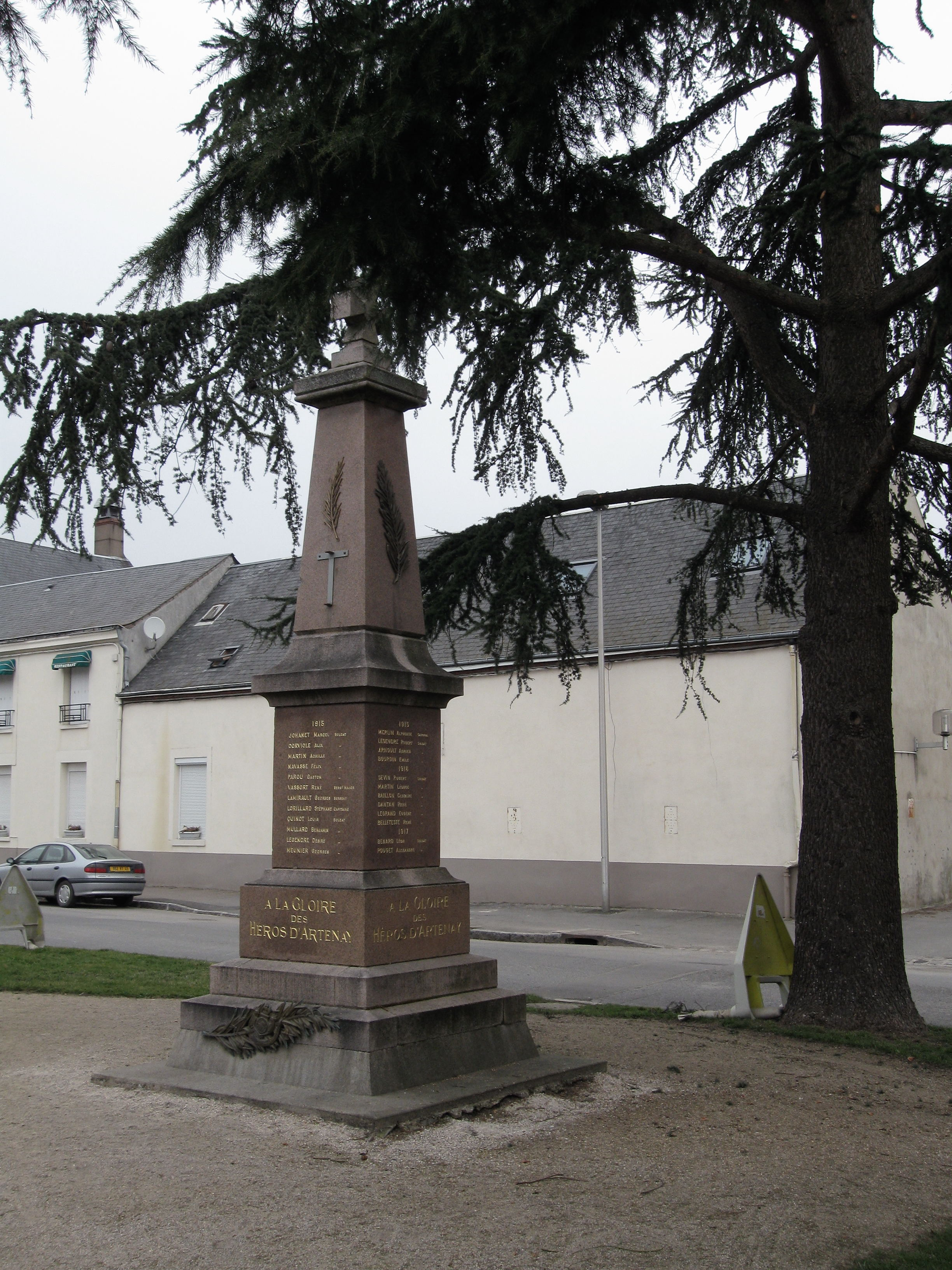
阿尔特奈烈士纪念碑

“阿尔特奈”一名来源于高卢语单词“artos”，意为“熊”，可能与当地历史上的生物自然景观有关。

## 历史
阿尔特奈历史上长期为一处普通农业村落，其早期建城史尚不清楚，其境内曾发现一处高卢时期的古墓。中世纪时为奥尔良行省的一部分，其所在的博斯是法国北部重要的粮食作物产区。法国大革命后，阿尔特奈成为卢瓦雷省的一个市镇。19世纪中期，途径阿尔特奈的巴黎－波尔多铁路建成通车，其附近出现了一些机械化的生产作坊，如制糖厂。普法战争期间，普鲁士军队多次入侵卢瓦雷地区，于1870年10月10日发动阿尔特奈战役并获得成功，此后在阿尔特奈设立军营，为两个月后的奥尔良战役打下了基础。1969年，法国铁路部门曾在阿尔特奈附近修建了一处特制高架桥，以进行悬浮列车试验，后因技术原因而放弃。1973年，途径阿尔特奈的法国A10高速公路建成通车。2020年底，阿尔特奈糖厂员工为要求提高待遇而举行大规模罢工。
在区域历史研究方面，1972年，当地的地方文化爱好者成立了阿尔特奈地区考古历史学社（Groupement archéologique et historique de la région d'Artenay）。

## 地理

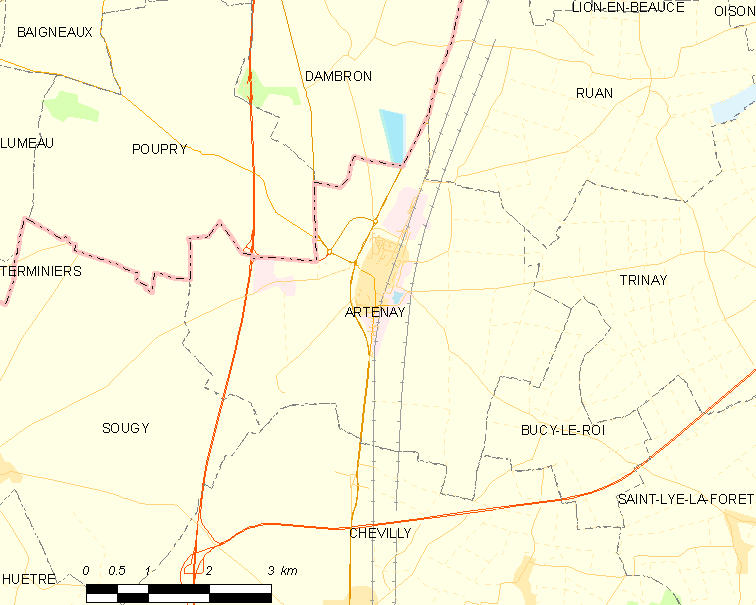
阿尔特奈市镇范围地图

阿尔特奈位于法国中北部，中央-卢瓦尔河谷大区东北部和卢瓦雷省西北部，距离省会奥尔良大约21公里。与阿尔特奈接壤的市镇包括：当布龙、舍维伊、普普里、比西勒鲁瓦、吕昂、苏日、特里奈。

### 地形
阿尔特奈位于博斯地区腹地，境内地势平坦，全境海拔在117到129米之间。

### 水文
阿尔特奈位于卢瓦尔河流域，其境内无大型自然地表水域。

### 植被
阿尔特奈属于温带阔叶混交林区，市区内有少量林地分布。
在鲜花城市的评比中，阿尔特奈暂未被评级。

### 气候
阿尔特奈在柯本气候分类法中属于温带海洋性气候。
距离阿尔特奈最近的常年气象站位于特里奈境内，以下为该气象站的数据（其中日照数据取自奥尔良气象站）：
| 特里奈1981年－2019年 | 特里奈1981年－2019年 | 特里奈1981年－2019年 | 特里奈1981年－2019年 | 特里奈1981年－2019年 | 特里奈1981年－2019年 | 特里奈1981年－2019年 | 特里奈1981年－2019年 | 特里奈1981年－2019年 | 特里奈1981年－2019年 | 特里奈1981年－2019年 | 特里奈1981年－2019年 | 特里奈1981年－2019年 | 特里奈1981年－2019年 |
| 月份                 | 1月                  | 2月                  | 3月                  | 4月                  | 5月                  | 6月                  | 7月                  | 8月                  | 9月                  | 10月                 | 11月                 | 12月                 | 全年                 |
| -------------------- | -------------------- | -------------------- | -------------------- | -------------------- | -------------------- | -------------------- | -------------------- | -------------------- | -------------------- | -------------------- | -------------------- | -------------------- | -------------------- |
| 历史最高温 °C（°F）  | 17.5 (63.5)          | 22 (72)              | 24 (75)              | 29.5 (85.1)          | 32 (90)              | 37.5 (99.5)          | 37.5 (99.5)          | 40 (104)             | 33.5 (92.3)          | 28.5 (83.3)          | 22 (72)              | 17.5 (63.5)          | 40 (104)             |
| 平均高温 °C（°F）    | 6.9 (44.4)           | 8.5 (47.3)           | 12.5 (54.5)          | 15.3 (59.5)          | 19.6 (67.3)          | 22.7 (72.9)          | 25.3 (77.5)          | 25.5 (77.9)          | 20.9 (69.6)          | 16.1 (61.0)          | 10.1 (50.2)          | 6.7 (44.1)           | 15.8 (60.4)          |
| 日均气温 °C（°F）    | 4.1 (39.4)           | 4.8 (40.6)           | 7.6 (45.7)           | 9.9 (49.8)           | 14 (57)              | 16.8 (62.2)          | 18.9 (66.0)          | 19.1 (66.4)          | 15.2 (59.4)          | 11.7 (53.1)          | 6.9 (44.4)           | 4.1 (39.4)           | 11.1 (52.0)          |
| 平均低温 °C（°F）    | 1.4 (34.5)           | 1.1 (34.0)           | 2.8 (37.0)           | 4.5 (40.1)           | 8.5 (47.3)           | 10.9 (51.6)          | 12.6 (54.7)          | 12.6 (54.7)          | 9.6 (49.3)           | 7.4 (45.3)           | 3.7 (38.7)           | 1.5 (34.7)           | 6.4 (43.5)           |
| 历史最低温 °C（°F）  | −16 (3)              | −14.5 (5.9)          | −13.5 (7.7)          | −4.8 (23.4)          | −1 (30)              | 0.6 (33.1)           | 5 (41)               | 3.5 (38.3)           | 1 (34)               | −4.5 (23.9)          | −15 (5)              | −13 (9)              | −16 (3)              |
| 平均降水量 mm（）    | 49.5 (1.95)          | 43.2 (1.70)          | 46.1 (1.81)          | 51.2 (2.02)          | 63.2 (2.49)          | 49.9 (1.96)          | 55.9 (2.20)          | 48.4 (1.91)          | 48 (1.9)             | 65.8 (2.59)          | 56.8 (2.24)          | 59.1 (2.33)          | 637.1 (25.08)        |
| 月均日照時數         | 66.4                 | 87.3                 | 140.5                | 176.2                | 207                  | 216.6                | 221.3                | 224.6                | 179.2                | 121.1                | 70.6                 | 56.6                 | 1,767.4              |
| 来源：infoclimat.fr  |                      |                      |                      |                      |                      |                      |                      |                      |                      |                      |                      |                      |                      |

## 行政区划
阿尔特奈是法国中央-卢瓦尔河谷大区卢瓦雷省的一个市镇，编号为45008。阿尔特奈隶属于奥尔良区、卢瓦雷省第二选区以及卢瓦尔河畔默恩县，同时也是卢瓦雷博斯市镇公共社区的组成部分。
法国国家统计与经济研究所（简称）在进行数据统计时，未将阿尔特奈划入任何城市核心区（Unité urbaine）内，并将包括阿尔特奈在内的周边共134个市镇划为奥尔良城市区。自2020年起，奥尔良城市区被包含136个市镇的奥尔良城市辐射区代替。此外，还将阿尔特奈市镇整体看作一个“块区”（IRIS），以便于统计人口分布情况。

## 交通

### 公路
A10高速公路经过阿尔特奈市区西部并设有13号出入口连接市区，此外多条卢瓦雷省省道在阿尔特奈境内交汇。中央-卢瓦尔河谷大区下属的城际客运提供巴士线路，可前往奥尔良和巴佐什莱加勒朗德。
| 巴黎 奥尔良门 | 103 |

| 布卢瓦 | 77 |

| 图尔 | 131 |

| 奥尔良 | 21 |

| 蒙塔日 | 83 |

| 萨朗 | 16 |

| 沙特尔 | 53 |

| 沙托丹 | 45 |

| 博讷瓦勒 | 43 |

| 埃唐普 | 49 |

| 皮蒂维耶 | 34 |

| 卢瓦尔河畔新堡 | 43 |

2018年，76.3%的阿尔特奈家庭拥有至少一辆私人汽车。2019年，阿尔特奈境内共发生各类交通事故3起，造成3人受伤。

### 铁路

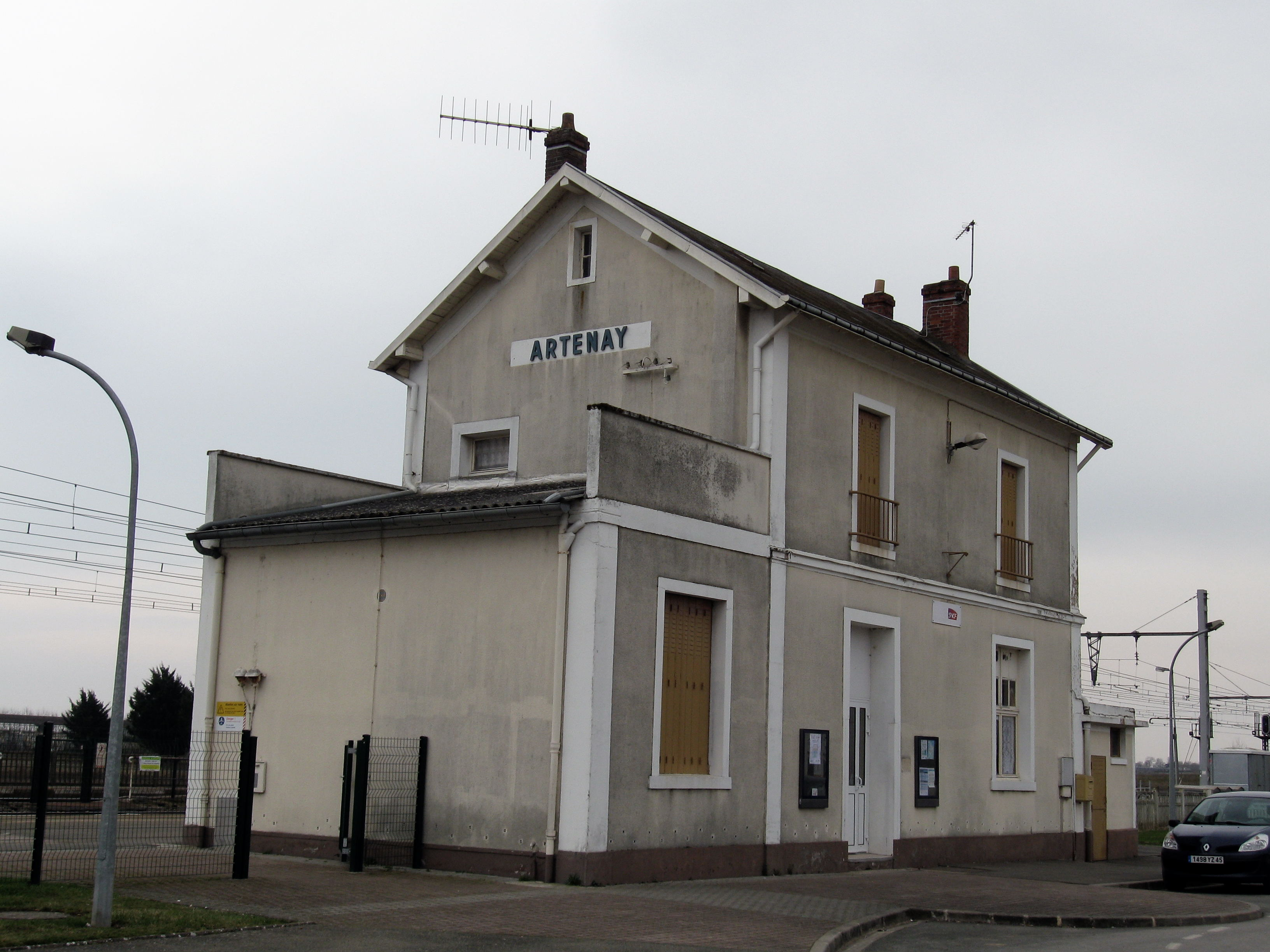
阿尔特奈火车站

阿尔特奈位于巴黎－波尔多铁路上。阿尔特奈站位于市区东部，停靠往返于巴黎和奥尔良一线的区域列车。

### 航空
距离阿尔特奈最近的民用航空站为巴黎-奥利机场，距离阿尔特奈市中心的公路里程约91公里。

### 城市公共交通
截至2022年2月，阿尔特奈暂无城市公共交通系统。

## 政治

### 市政内阁

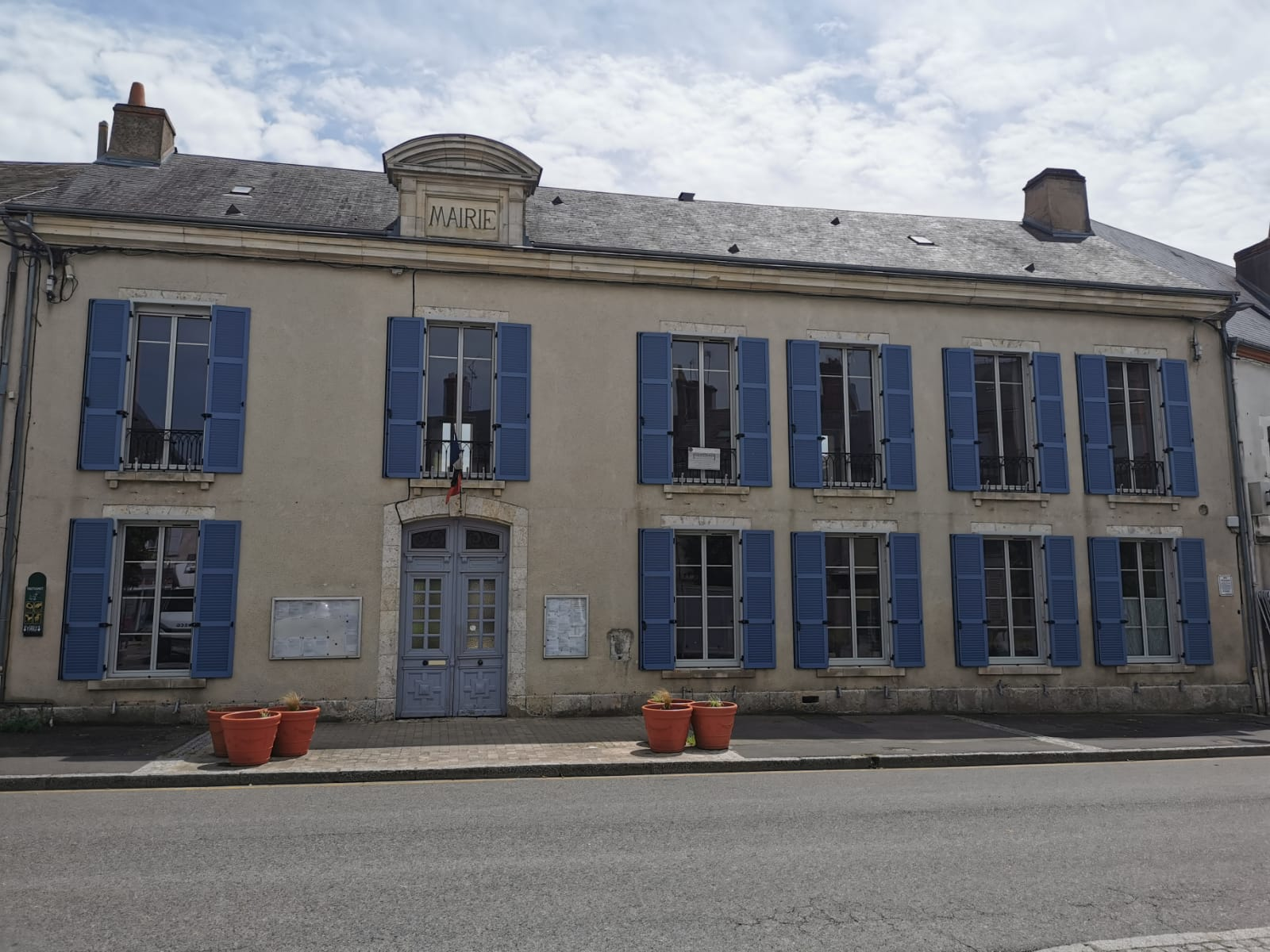
阿尔特奈市政厅

阿尔特奈的现任市长为达维德·雅凯先生（David Jacquet），他是社会党的一名成员，在2020年的市政选举中获得了53.59%的支持率。
| 阿尔特奈历届市长 | 阿尔特奈历届市长                          | 阿尔特奈历届市长               |
| 任期             | 市长                                      | 党派                           |
| ---------------- | ----------------------------------------- | ------------------------------ |
| 1944年－1971年   | Jean-Claude Aldebert 让-克洛德·阿尔德贝尔 | SFIO工人国际法国支部 →PS社会党 |
| 1971年－1978年   | Roger Lacombe 罗歇·拉孔布                 | DVD右翼无党派人士              |
| 1978年－2001年   | José Cardona 若塞·卡尔多纳                | DVG左翼无党派人士              |
| 2001年－2008年   | Bernard Chevolot 贝尔纳·谢沃洛            | DVG左翼无党派人士              |
| 2008年－2020年   | Pascal Gudin 帕斯卡·居丹                  | DVD右翼无党派人士              |
| 2020年－         | David Jacquet 达维德·雅凯                 | PS社会党                       |

### 各级选举
| 阿尔特奈历届投票选举结果 | 阿尔特奈历届投票选举结果 | 阿尔特奈历届投票选举结果 | 阿尔特奈历届投票选举结果 | 阿尔特奈历届投票选举结果    | 阿尔特奈历届投票选举结果 | 阿尔特奈历届投票选举结果 | 阿尔特奈历届投票选举结果    | 阿尔特奈历届投票选举结果 | 阿尔特奈历届投票选举结果 |
| 选举项目                 | 选举范围                 | 选区单位                 | 选举结果                 | 选举结果                    | 选举结果                 | 选举结果                 | 选举结果                    | 选举结果                 | 参考资料                 |
| 选举项目                 | 选举范围                 | 选区单位                 | 第一轮胜出者             | 第一轮胜出者                | 支持率                   | 第二轮胜出者             | 第二轮胜出者                | 支持率                   | 参考资料                 |
| ------------------------ | ------------------------ | ------------------------ | ------------------------ | --------------------------- | ------------------------ | ------------------------ | --------------------------- | ------------------------ | ------------------------ |
| 2017年法國總統選舉       | 法國                     | 市镇                     |                          | 玛丽娜·勒庞                 | 28.57%                   |                          | 埃马纽埃尔·马克龙           | 53.77%                   | [ 22 ]                   |
| 2017年法国立法选举       | 卢瓦雷省第二选区         | 市镇                     |                          | 塞尔日·格鲁瓦尔             | 38.66%                   |                          | 塞尔日·格鲁瓦尔             | 64.68%                   | [ 22 ]                   |
| 2019年欧洲议会选举       | 法國                     | 市镇                     |                          | 行使权力党                  | 35.06%                   | （不适用）               | （不适用）                  | （不适用）               | [ 22 ]                   |
| 2021年法国省级选举       | 卢瓦雷省                 | 县                       |                          | 蒂耶里·布拉克蒙 波利娜·马丁 | 56.89%                   |                          | 蒂耶里·布拉克蒙 波利娜·马丁 | 73.71%                   | [ 23 ]                   |
| 2021年法国省级选举       | 卢瓦雷省                 | 市镇                     |                          | 蒂耶里·布拉克蒙 波利娜·马丁 | 39.10%                   |                          | 蒂耶里·布拉克蒙 波利娜·马丁 | 67.89%                   | [ 23 ]                   |
| 2021年法国大区选举       |                          | 市镇                     |                          | 弗朗索瓦·博诺               | 36.19%                   |                          | 弗朗索瓦·博诺               | 42.99%                   | [ 24 ]                   |

## 人口
2018年，阿尔特奈市镇人口数量为1,920，在法国排名第5,581位。其中男性987人，女性933人，75岁及以上人口占8.8%，外籍人口数量为412人，人口密度为94人/平方公里，当地居民被称为（男性）或（女性）。2019年，阿尔特奈境内出生25人，死亡人口13人。
| 阿尔特奈1901年－2019年人口变化情况 |
|                                    |
| 数据来源：Cassini、INSEE           |

## 经济

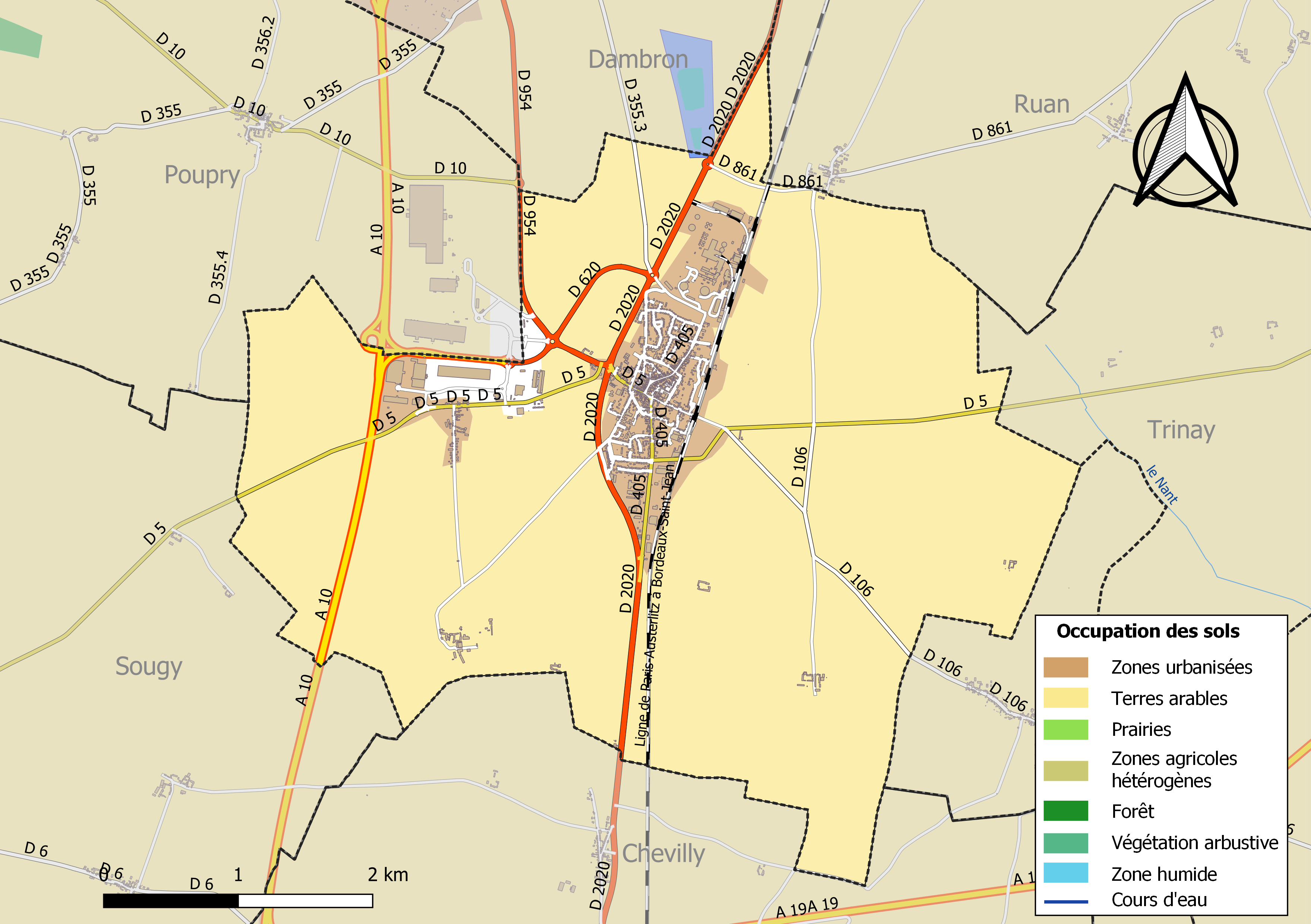
阿尔特奈土地利用情况地图

阿尔特奈是一个区域性的中心市镇。截止2022年2月，阿尔特奈市镇范围内共有各类用人单位（包含自雇）204家，平均历史为21年，其中99.16%为中小型企业（PME）。（谷物加工）、（零售）及（燃油）是当地2020年营业额最高的三个企业，分别为28,063,199欧元、21,178,341欧元和19,574,117欧元。

## 财政与居民收入
2020年，阿尔特奈的财政收入总额为3,058,610欧元，财政支出总额为2,680,400欧元，当年的债务总额为3,729,290欧元。2021年，阿尔特奈共获得541欧元的国家财政补助，比上一年增加了16.64%。
2019年，阿尔特奈的家庭平均月收入总额为1,940欧元，低于法国平均水平（2,318欧元）。
2018年，阿尔特奈境内的青壮年（15至64岁）失业率为11.7%，当地48.9%的家庭拥有纳税资格，平均纳税2,360欧元，低于法国平均水平（3,910欧元）。

## 社会事务

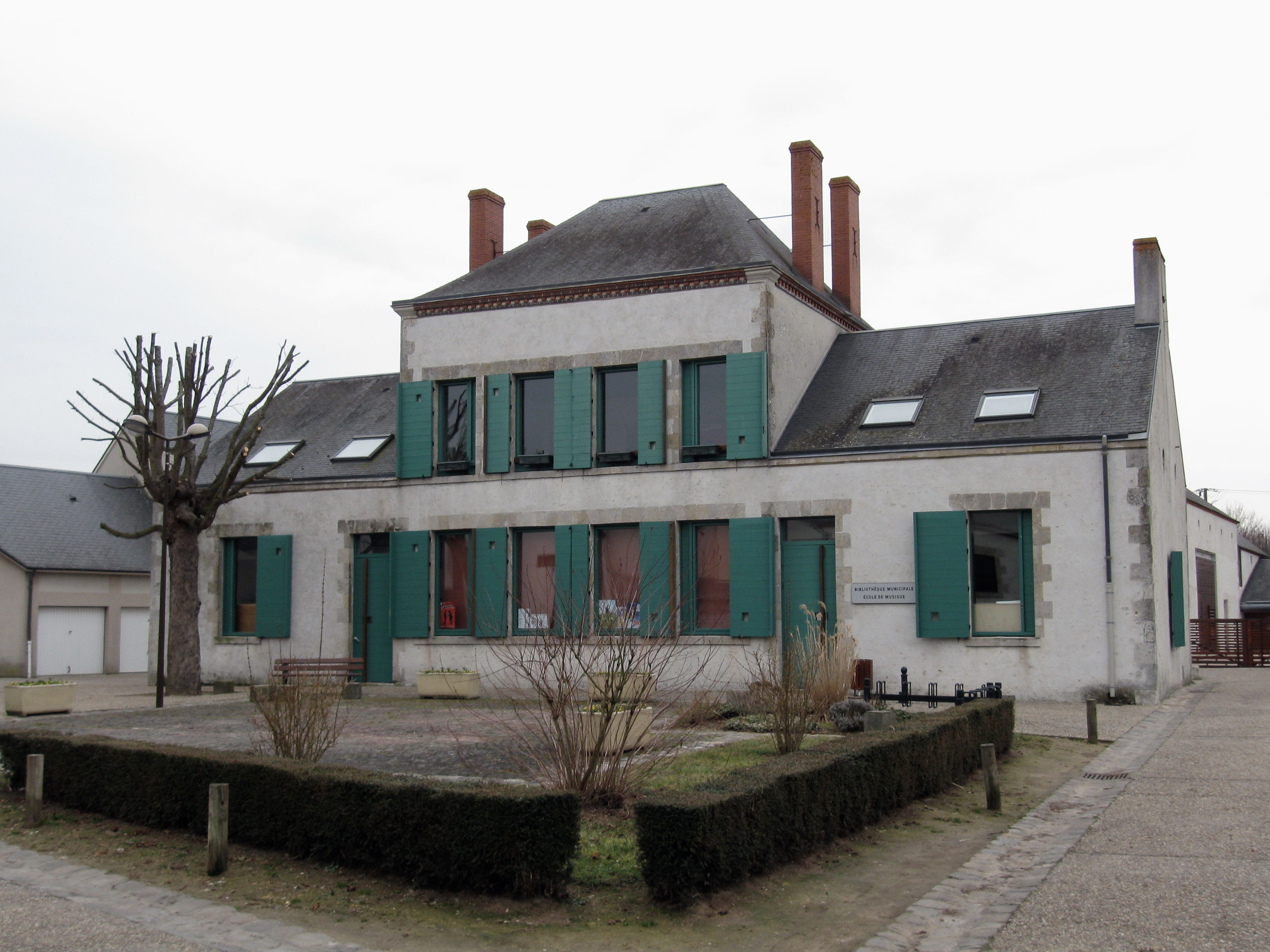
阿尔特奈的一所学校

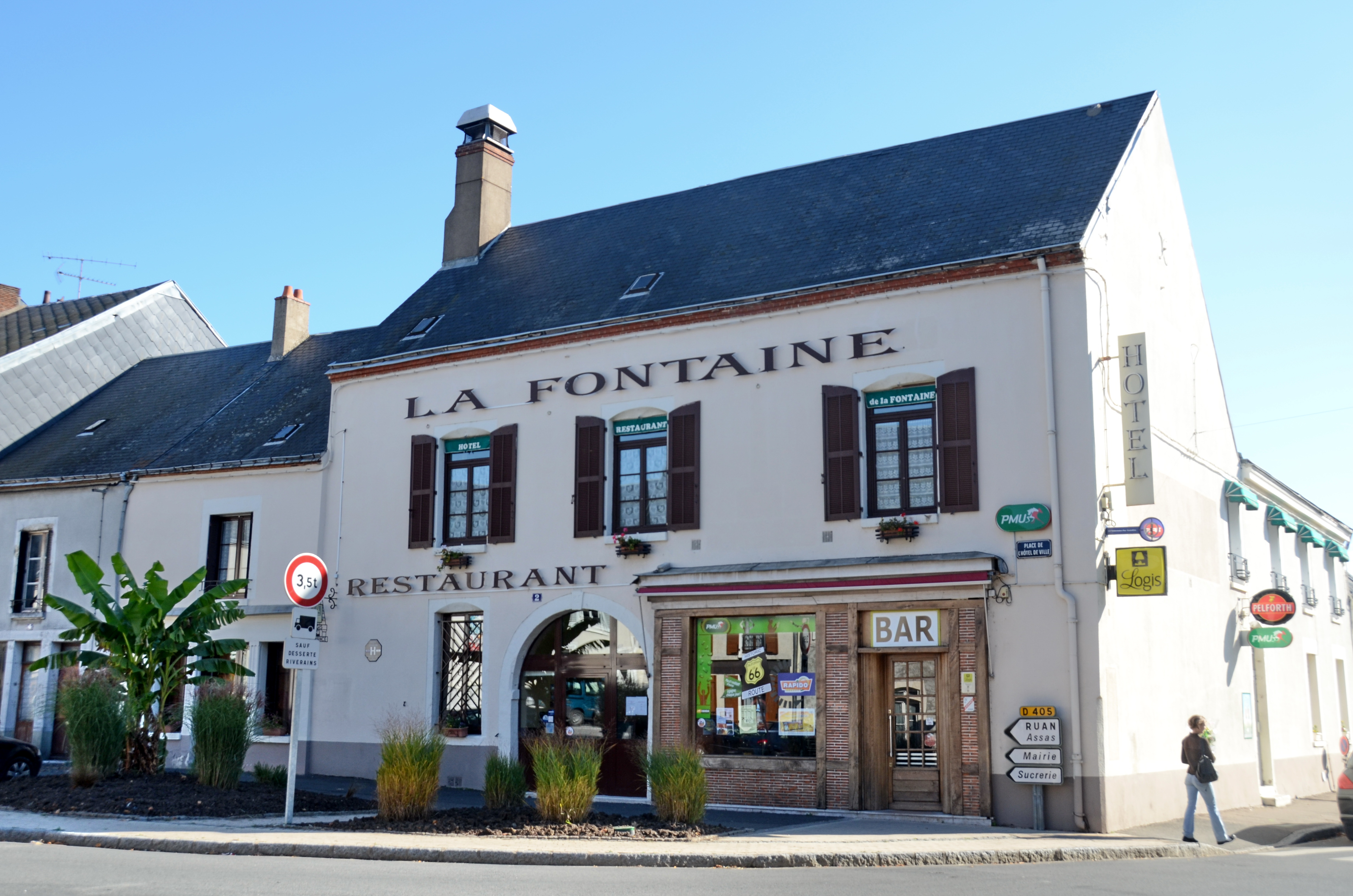
阿尔特奈镇中心的一家餐厅

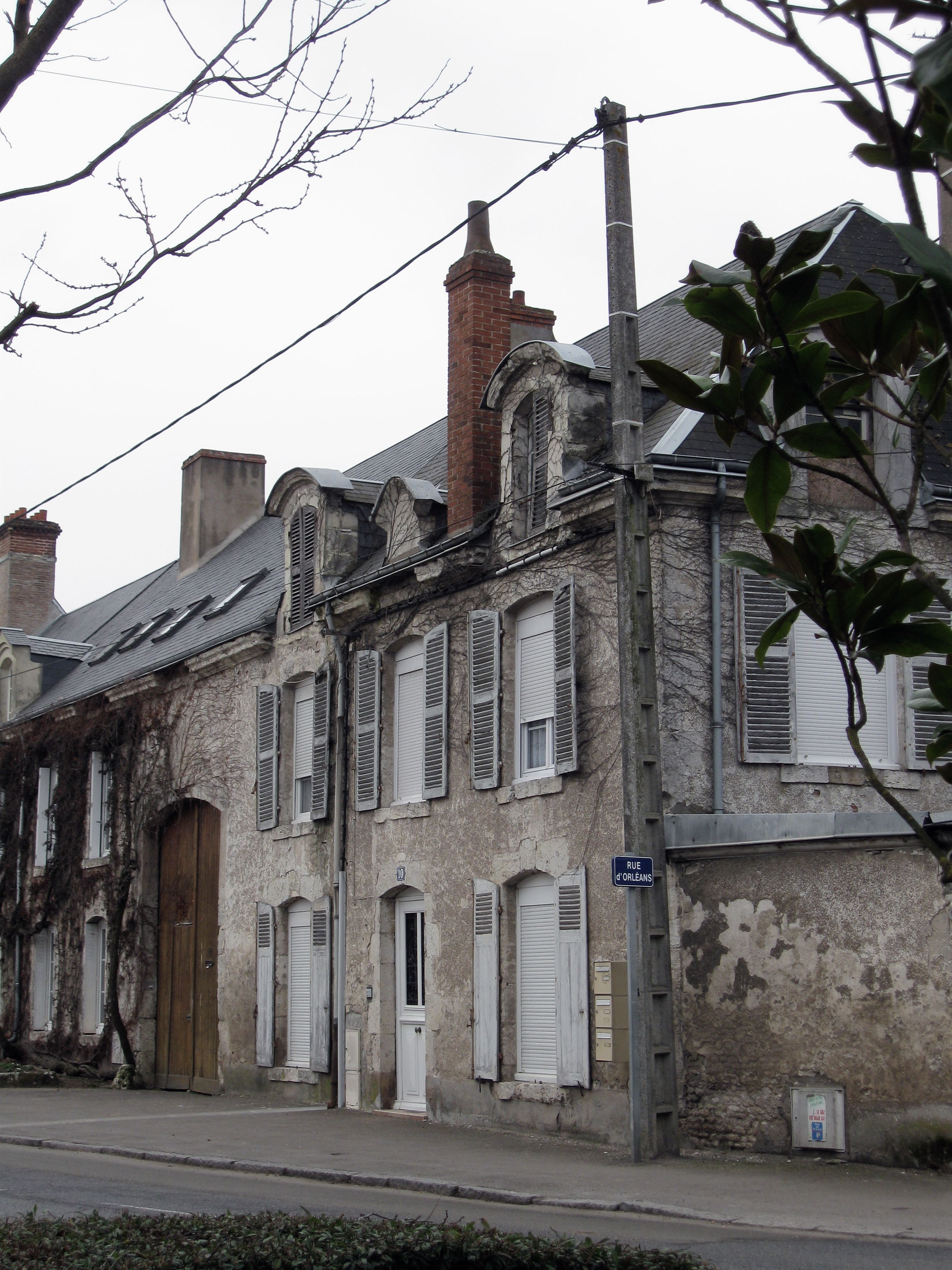
阿尔特奈民居

### 教育
阿尔特奈属于奥尔良-图尔学区。截止2020年1月1日，阿尔特奈境内共有1所幼儿园、1所小学和1所初级中学。2018至2019学年度，阿尔特奈境内共有在校中等教育阶段学生400名。

### 医疗
截止2020年1月1日，阿尔特奈境内共有全科医生3名、保健师3名、护士3名和助产士1名。境内共有药房1家、残疾人帮扶中心4家。
阿尔特奈是奥尔良大区中心医院的服务范围，后者是法国的一个区域性医疗机构，其主病区奥尔良新医院位于奥尔良的河源街区，距离阿尔特奈市区的正常车程约半小时，该院设有床位1,752个，是当地规模最大的公立综合性医院。

### 住房
2018年，阿尔特奈境内共有各类住房950套，其中72.7%为独立式居民区，26.9%为集中式居民区。常住房屋占阿尔特奈市镇范围内居民建筑总量的88.2%。
在住房保障政策方面，2020年，阿尔特奈境内共有166户家庭获得了住房经济补助，受益人数占总人口数量的8.6%，其中158份为房租补助。

### 商业
2019年，阿尔特奈境内共有各类实体商铺48家，其中餐厅7家、大型超市1家、杂货店1家、面包房3家、书店1家、银行门店5家、美容美发店3家、汽车维修店6家。市区西部建有Intermarché大型购物超市。

### 体育
2020年，阿尔特奈境内共有1家游泳池、2间体育馆、1座综合体育场、2处网球场、1处马术场、2处足球或橄榄球场以及1处篮球或排球场。
截至2022年2月，阿尔特奈境内暂无注册足球俱乐部。阿尔特奈-舍维伊足球俱乐部（Football Club Artenay Chevilly，编号582283）是该区域的一支足球队，其注册地址及主场位于舍维伊，2021至2022赛季参加卢瓦雷省足球联赛丙组（法国第十一级别）。

### 环境
阿尔特奈的环境事务由其所属的卢瓦雷博斯市镇公共社区负责。2019年，阿尔特奈境内共有1家污染企业。

### 治安
2019年，阿尔特奈市镇范围内有1处宪兵队。
阿尔特奈所在地是奥尔良国家宪兵队的管辖范围。2020年，该宪兵队辖区内共82个市镇累计发生各类案件4,361起，其中盗窃类案件2,043起，经济类案件790起，毒品交易类案件169起。

## 文化

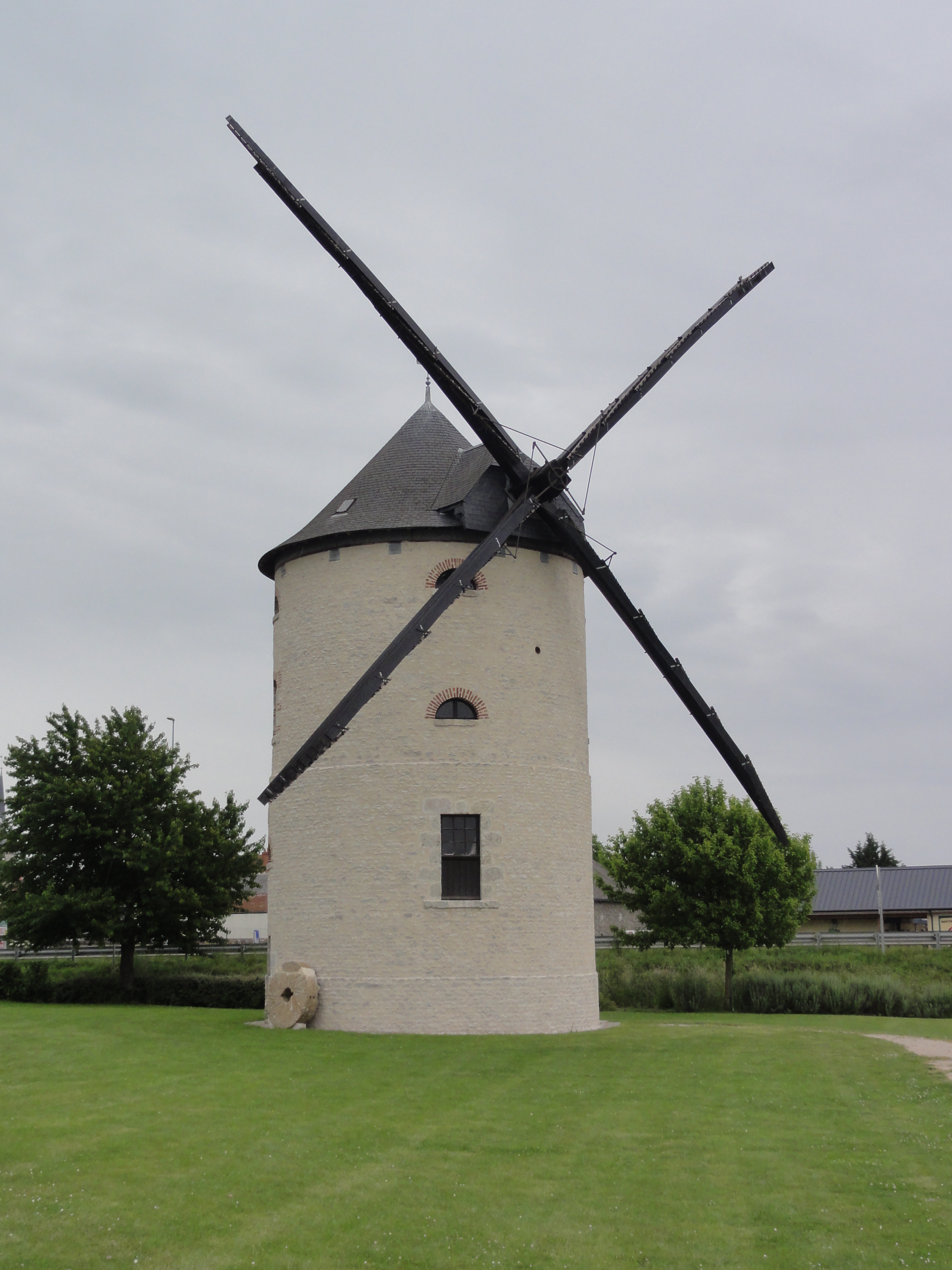
风车磨坊

2020年，阿尔特奈境内有1家博物馆。阿尔特奈市政府提供市政图书馆，每周二、三、五、六向公众开放。

### 建筑
阿尔特奈境内有多处历史建筑，其中莱米埃风车磨坊（Moulin à vent des Muets）是法国国家文物保护单位，圣维克多教堂（Église Saint-Victor d'Artenay）则是当地的地标性建筑物。

### 旅游
阿尔特奈的旅游事务由其所属的卢瓦雷博斯市镇公共社区负责。2021年，阿尔特奈境内共有2家酒店共计66间房间。

### 媒体
法国主要的媒体均可在阿尔特奈接收，法国电视三台下属的中央-卢瓦尔河谷大区频道在部分时段播出阿尔特奈所属区域的地方新闻。当地的主要地方性媒体包括《中央共和报》、《加蒂奈光明者报》、蓝色法兰西奥尔良广播等。

## 友好城市
截至2022年2月，阿尔特奈暂未建立任何友好城市关系。